# Kuantan
Kuantan (Jawi: كوانتن‎) là một thành phố ở Malaysia, thủ phủ của bang Pahang (bang lớn nhất trên bán đảo Malaysia với diện tích 36.000 km²). Thành phố được thành lập vào những năm 1890. Dân cư: 62% người Malay, 28% người Hoa, 4% người Ấn Độ và 6% dân tộc khác. Thành phố nằm bên cửa sông Kuantan, khoảng giữa bờ biển phía đông từ Singapore đến Kota Bharu. Kuantan là thủ phủ của bang từ năm 1976. Dân số 501.966 người. Đây là thành phố du lịch biển của Malaysia. Thành phố có cảng biển, có sân bay nội địa.

## Khí hậu
| Dữ liệu khí hậu của Kuantan             | Dữ liệu khí hậu của Kuantan | Dữ liệu khí hậu của Kuantan | Dữ liệu khí hậu của Kuantan | Dữ liệu khí hậu của Kuantan | Dữ liệu khí hậu của Kuantan | Dữ liệu khí hậu của Kuantan | Dữ liệu khí hậu của Kuantan | Dữ liệu khí hậu của Kuantan | Dữ liệu khí hậu của Kuantan | Dữ liệu khí hậu của Kuantan | Dữ liệu khí hậu của Kuantan | Dữ liệu khí hậu của Kuantan | Dữ liệu khí hậu của Kuantan |
| Tháng                                   | 1                           | 2                           | 3                           | 4                           | 5                           | 6                           | 7                           | 8                           | 9                           | 10                          | 11                          | 12                          | Năm                         |
| --------------------------------------- | --------------------------- | --------------------------- | --------------------------- | --------------------------- | --------------------------- | --------------------------- | --------------------------- | --------------------------- | --------------------------- | --------------------------- | --------------------------- | --------------------------- | --------------------------- |
| Trung bình ngày tối đa °C (°F)          | 29.2 (84.6)                 | 30.4 (86.7)                 | 31.4 (88.5)                 | 32.4 (90.3)                 | 32.8 (91.0)                 | 32.5 (90.5)                 | 32.2 (90.0)                 | 32.3 (90.1)                 | 32.1 (89.8)                 | 31.8 (89.2)                 | 30.3 (86.5)                 | 28.9 (84.0)                 | 31.4 (88.5)                 |
| Trung bình ngày °C (°F)                 | 24.6 (76.3)                 | 25.2 (77.4)                 | 25.9 (78.6)                 | 26.6 (79.9)                 | 26.9 (80.4)                 | 26.7 (80.1)                 | 26.3 (79.3)                 | 26.3 (79.3)                 | 26.2 (79.2)                 | 26.0 (78.8)                 | 25.3 (77.5)                 | 24.6 (76.3)                 | 25.9 (78.6)                 |
| Tối thiểu trung bình ngày °C (°F)       | 21.5 (70.7)                 | 21.7 (71.1)                 | 22.1 (71.8)                 | 22.8 (73.0)                 | 23.2 (73.8)                 | 22.9 (73.2)                 | 22.5 (72.5)                 | 22.5 (72.5)                 | 22.5 (72.5)                 | 22.6 (72.7)                 | 22.4 (72.3)                 | 22.1 (71.8)                 | 22.4 (72.3)                 |
| Lượng Giáng thủy trung bình mm (inches) | 295.5 (11.63)               | 142.0 (5.59)                | 178.0 (7.01)                | 163.6 (6.44)                | 202.5 (7.97)                | 159.8 (6.29)                | 172.7 (6.80)                | 173.8 (6.84)                | 233.3 (9.19)                | 271.5 (10.69)               | 343.9 (13.54)               | 563.9 (22.20)               | 2.900,5 (114.19)            |
| Số ngày giáng thủy trung bình           | 12.0                        | 9.0                         | 9.0                         | 16.3                        | 12.0                        | 9.0                         | 11.0                        | 11.0                        | 14.0                        | 16.0                        | 19.0                        | 18.0                        | 156.3                       |
| Số giờ nắng trung bình tháng            | 158.0                       | 184.0                       | 204.4                       | 203.4                       | 205.0                       | 186.8                       | 301.3                       | 192.9                       | 170.6                       | 158.5                       | 117.3                       | 112.3                       | 2.194,5                     |
| Nguồn: NOAA                             |                             |                             |                             |                             |                             |                             |                             |                             |                             |                             |                             |                             |                             |

## Thành phố kết nghĩa
- Khâm Châu, Quảng Tây, Trung Quốc[2]